# Agrostophyllinae
Agrostophyllinae – podplemię roślin z rodziny storczykowatych (Orchidaceae). Obejmuje trzy rodzaje i 122 gatunki. Rośliny występują głównie na terenie Azji Południowo-Wschodniej. Kilka rodzajów występuje także na przykład na Madagaskarze, Nowej Zelandii oraz na wyspach Pacyfiku.

## Systematyka
Podplemię sklasyfikowane do plemienia Vandeae z podrodziny epidendronowych (Epidendroideae) w rodzinie storczykowatych (Orchidaceae), rząd szparagowce (Asparagales) w obrębie roślin jednoliściennych.
Wykaz rodzajów
- Agrostophyllum Blume
- Earina Lindl.
- Jejosephia A.N.Rao & Mani